# Trenczyńska Kolej Elektryczna
Linia kolejowa Trenčianska Teplá – Trenčianske Teplice, Trenčianska elektrická železnica, TREŽ (pl. Trenczyńska Kolej Elektryczna) - jednotorowa zelektryfikowana linia kolei wąskotorowej łącząca stację Trenčianska Teplá ze stacją Trenčianske Teplice.
Zarządcą linii jest ŽSR. W słowackim rozkładzie jazdy pociągów figuruje w tabeli numer 122.